# Nils Widforss
Nils Johan Widforss (Stockholm, 1880. november 3. – Stockholm, 1960. május 2.) olimpiai bajnok svéd tornász.
Részt vett az 1908. évi nyári olimpiai játékokon, egy torna versenyszámban, a csapat összetettben és a svéd válogatottal aranyérmes lett.
Klubcsapata a Stockholms GF volt.